# Championnat de Chypre de football 1939-1940
Navigation
Saison précédente Saison suivante
La saison 1939-1940 du Championnat de Chypre de football était la 6e édition officielle du championnat de première division à Chypre. Les six meilleurs clubs du pays se retrouvent au sein d'une poule unique, la Cypriot First Division, où ils s'affrontent deux fois, à domicile et à l'extérieur. Cette saison, l'Aris Limassol est absent du championnat pour la première fois depuis cinq saisons.
C'est le club de l'APOEL Nicosie, tenant du titre depuis 4 ans, qui remporte à nouveau la compétition en terminant en tête du championnat. Il s'agit du 5e titre de champion de Chypre de l'histoire du club.

## Les 6 clubs participants
| - EPA Larnaca - APOEL Nicosie - Çetinkaya Türk SK - AEL Limassol - Olympiakos Nicosie - Pezoporikos Larnaca |

## Compétition

### Classement
Le barème utilisé pour établir le classement est le suivant :
- Victoire : 2 points
- Match nul : 1 point
- Défaite : 0 point

| Rang | Équipe              | Pts | J  | G | N | P | Bp | Bc | Diff |
| ---- | ------------------- | --- | -- | - | - | - | -- | -- | ---- |
| 1    | APOEL Nicosie T     | 16  | 10 | 7 | 2 | 1 | 30 | 10 | +20  |
| 2    | Pezoporikos Larnaca | 14  | 10 | 7 | 0 | 3 | 37 | 21 | +16  |
| 3    | EPA Larnaca         | 11  | 10 | 4 | 3 | 3 | 24 | 22 | +2   |
| 4    | AEL Limassol C      | 8   | 10 | 4 | 0 | 6 | 21 | 16 | +5   |
| 5    | Çetinkaya Türk SK   | 7   | 9  | 3 | 1 | 5 | 15 | 27 | -12  |
| 6    | Olympiakos Nicosie  | 2   | 9  | 1 | 0 | 8 | 7  | 38 | -31  |

|  | Vainqueur du championnat de Chypre 1939-1940                                           |
|  | T : Tenant du titre C : Vainqueur de la Coupe de Chypre P : Promu de deuxième division |

- Le match entre Çetinkaya Türk SK et l'Olympiakos Nicosie n'a pas été disputé.

## Bilan de la saison
| Championnat de Chypre de football 1939-1940 |                          |
| Champion                                    | APOEL Nicosie (5e titre) |
| Coupes et trophées                          |                          |
| Vainqueur de la Coupe de Chypre 1939-1940   | AEL Limassol             |
| Promotions et relégations                   |                          |
| Promus en Cypriot First Division            | Aucun                    |
| Relégués en Cypriot Second Division         | Aucun                    |